# Ярмолюк Василь Олександрович
Василь Олександрович Ярмолюк (23 вересня 1934 — 31 травня 2012) — український поет.

## Життєпис
Народився в селі Мала Побіянка Дунаєвецького району Хмельницької області. Закінчив Кам'янець-Подільський сільськогосподарський інститут. За фахом — вчений агроном.

### Творчість
Автор збірок «Холодні роси» (1993), «У хащах долі» (1998), «Вереснева віть» (2000), «Невідворотність» (2002), «Колосилася доля» (2004), «Квітують мальви» (2007), «Зламані лозини винограду» (2011) та ін.
Поезія Василя Ярмолюка неодноразово ставала предметом наукового дослідження як за життя, так і після смерті.